# 莱姆巴赫 (阿尔韦勒县)
莱姆巴赫是德国莱茵兰-普法尔茨州的一个市镇。总面积15.65平方公里，总人口511人，其中男性254人，女性257人（2011年12月31日），人口密度33人/平方公里。